# 長頷歐白魚
長頷歐白魚（学名：Alburnus mento）為輻鰭魚綱鯉形目雅羅魚科歐白魚屬的其中一種，分布於歐洲德國、奧地利多瑙河流域的高山湖泊，體長可達40公分，棲息在湖泊底中層水域，以浮游動物為食，向支流下游進行短距離遷移，產卵於礫石底部的強流溪流中，很少沿湖岸產卵。

## 扩展阅读
維基物種上的相關：長頷歐白魚